# Ergo proxy
Ergo Proxy är en TV-serie inom genren anime, producerad av Manglobe.

## Scen och miljö
Historien utspelar sig i den futuristiska staden Romdo. Där lever människor och androider, så kallade autoreivs, sida vid sida. Första avsnittet inleds med en serie mord som utförs av robotar som blivit infekterade av "Cogito-viruset", och hela utopi-samhället hamnar i obalans. Samtidigt experimenterar regeringen med ett hemligt projekt: en humanoid kallad Proxy. Re-l Mayer och hennes autoreiv, Iggy, undersöker dessa händelser, och hon möter även en Cogito-infekterad autoreiv och förstår då vilket hemskt monster de har kommit på kant med. Samtidigt så kämpar invandraren Vincent Law för att få bo i staden, men blir anklagad för förräderi och tvingas lämna staden, men världen utanför är död och luften är giftig. Tillsammans med den Cortigodrabbade autoreiven Pino så åker han mot sin hemstad för att söka svar. Men överallt där Vincent är kommer Proxyn.